# Mon œil pour une caméra
Pour plus de détails, voir Fiche technique et Distribution.
Mon œil pour une caméra (My Eye for a Camera) est un film documentaire québécois, une autofiction, en couleur réalisée par Denys Desjardins, sorti en 2001.

## Synopsis
Marqué par la perte d'un œil dans son enfance et fasciné par le pouvoir de la caméra, un cinéaste obsédé par les théories du Russe Dziga Vertov décide de se faire implanter un œil-caméra. Cette quête futuriste s'amorce sur une table d'opération où un chirurgien lui greffe le plus récent prototype d'implant oculaire. Dans le but de troquer son œil artificiel en plastique contre une caméra microscopique qui lui permettra de filmer les gens à leur insu, il arpente les sphères de la haute technologie tout en revisitant des chapitres de son autobiographie. Yogi, son ours en peluche et fidèle compagnon de toujours, est complice de cette incroyable aventure.

## Fiche technique
- Réalisation : Denys Desjardins
- Scénario : Denys Desjardins
- Photographie : Denys Desjardins, Jacques Leduc, Boris Lehman, Michel La Veaux, Gilbert Lemire, etc.
- Montage : José Heppell
- Musique : Sandro Forte et James Duhamel
- Production : Nicole Lamothe / Office national du film du Canada
- Pays d’origine : Canada
- Langue : anglais, français
- Genre : Film documentaire
- Durée : 75 minutes

## Distribution
- Denys Desjardins
- Gilles Desjardins
- Madeleine Ducharme
- Sylvie Lapointe
- Jacques Leduc
- Boris Lehman
- Steve Mann
- David R. Jordan
- Mohamad Sawan

## Nominations
- 2003 : finaliste pour le Prix Jutra du meilleur documentaire québécois